# La noia que sanava
La noia que sanava (títol original, Holly) és una pel·lícula dramàtica en neerlandès del 2023 escrita i dirigida per Fien Troch. És una coproducció internacional entre Bèlgica, els Països Baixos, Luxemburg i França. S'ha doblat i subtitulat al català.
La pel·lícula va ser seleccionada per competir pel Lleó d'Or al 80è Festival Internacional de Cinema de Venècia, on es va estrenar el 7 de setembre de 2023.